# Функція Ломмеля
Функція Ломмеля — неелементарна функція, частковий розв'язок неоднорідного рівняння Бесселя:
{\displaystyle z^{2}{\frac {d^{2}f}{dz^{2}}}+z{\frac {df}{dz}}+(z^{2}-\nu ^{2})f=z^{\mu +1}}
Ввів 1800 року німецький математик Ойген фон Ломмель.
Інтегральний вираз функції Ломмеля:
{\displaystyle {\mathsf {G}}_{\nu ,\mu }(x)={\frac {\pi }{2}}\left(N_{\nu }(x)\cdot \int _{0}^{x}J_{\nu }(t)\cdot t^{\mu }dt-J_{\nu }(x)\cdot \int _{0}^{x}N_{\nu }(t)\cdot t^{\mu }dt\right)}
де {\displaystyle J_{\nu }(x)} — функція Бесселя; {\displaystyle N_{\nu }(x)} — функція Неймана.
Розкладання функції Ломмеля в ряд:
{\displaystyle {\mathsf {G}}_{\nu ,\mu }(x)={\frac {x^{\mu }}{4}}\sum _{k=0}^{\infty }{\frac {(-1)^{k}\cdot \left({\frac {x}{2}}\right)^{2k}}{\left({\frac {\mu +\nu }{2}}\right)_{k+1}\cdot \left({\frac {\mu -\nu }{2}}\right)_{k+1}}}}
де {\displaystyle \left(a\right)_{k}} — символ Похгаммера.